# Ready to Go
«Ready to Go» — песня американской рэп-рок-группы Limp Bizkit. Выпущенная 16 апреля 2013 года песня является первой, выпущенной как сингл на лейбле Cash Money Records; группа подписала контракт с ним, после того, как контракт с Interscope Records был расторгнут. Песня была записана совместно с рэпером и коллегой по лейблу Лилом Уэйном и спродюсирована Полоу Да Дон’ом. Изначально песня была выпущена в марте 2013 года для бесплатного скачивания на официальном сайте группы, затем 16 апреля в виде цифрового сингла на iTunes и Amazon.
Песня «Ready to Go» была встречена положительными отзывами с момента его выхода. Спенсер Кауфман из Loudwire похвалил игру Уэса Борланда и написал: «Потрясающий трек, в котором есть особенности игры на гитаре от Уэса Борланда».

## Музыка и тексты
По словам Billboard, «в некотором смысле „Ready To Go“ — это та песня, которую поклонники Limp Bizkit ждали уже более десяти лет, как возвращение к рэп-крику и тяжёлым звучанием. Перед своим причудливо длинным заключением сингл позволяет фронтмену Фреду Дёрсту и Лил Уэйну получить своё эго». Он также был описан журналом Fact как «скрюченный ню-метал со всей уравновешенностью носорога в пачке». HipHopDX песня была охарактеризована как «[возвращение] их бренда рэп-метала на передний план».
Тексты песен Дёрста описывают его взгляд на рок-сцену в том виде, в каком она существует в наше время, а также строятся вокруг женщинах-знаменитостях таких как Леди Гага, Бритни Спирс (с которой Дёрст, по слухам, состоял в отношениях) и Джессика Бил. Вклад Лила Уэйна начинается примерно через 2 минуты после начала песни и заканчивается тем, что он исполняет её вместе с Дёрстом. Инструментальный трек «outro» завершает песню.
На странице группы в Facebook было объявлено о работе над хип-хоп-версией песни («urban assault») и видеоклипом для неё, однако ремикс так и не был выпущен, а впоследствии вышедшее видео сопровождалось оригинальной версией «Ready to Go».

## Предыстория
Limp Bizkit хотели выпустить «Ready to Go» в 2012 году после того, как они подписали контракт с Cash Money Records 24 февраля, причём Фред Дёрст заявил: «Песня звучит как монстр; это буквально звучит опасно. Это звучит так, как будто слева от центра, это место дискомфорта, которое создало рок-н-ролл, создало (хэви) металл, откуда всё это и началось».
Хотя это был первый официальный сингл Limp Bizkit для Cash Money, другая песня под названием «Lightz (City of Angels)» просочилась в массы в октябре 2012 года через YouTube.

## Видеоклип
Видеоклип был выпущен 22 июля 2013 года и было снят режиссёром Фредом Дёрстом. Вопреки ранним объявлениям о том, что он был снят для версии песни «Urban Assault», в видеоклипе есть и оригинальный трек.

По словам Loudwire:
Видеоклип… берёт фанатов за кулисами всех вещей Limp Bizkit. Сцены меняются от кадров группы, формулирующей сет-листы, до раскрашивания гитариста Уэса Борланда. Всё это переплетается с живыми концертными клипами Limp Bizkit, выступающими перед тысячами поклонников.
Есть другие известные личности, которых можно заметить в видеоклипе это Лил Уэйн, Birdman, Рональд Уильямс и DJ Stevie J.

## Позиции в чартах
| Чарт (2013)                              | Высшая позиция |
| ---------------------------------------- | -------------- |
| Дания (Tracklisten)                      | 25             |
| Финляндия (Suomen virallinen lista)      | 23             |
| Ирландия (IRMA)                          | 28             |
| Польша (ZPAV)                            | 35             |
| Испания (PROMUSICAE)                     | 26             |
| Великобритания (Official Charts Company) | 15             |
| США (Rock Songs)                         | 41             |